# Peperomia saxatilis
Peperomia saxatilis är en pepparväxtart som beskrevs av Albert Gottfried Dietrich. Peperomia saxatilis ingår i släktet peperomior, och familjen pepparväxter. Inga underarter finns listade i Catalogue of Life.